# Theoparacelsite
La theoparacelsite è un minerale.